# Kammmolch-Habitate um Eichelberg und Fichtholz bei Colmberg
Kammmolch-Habitate um Eichelberg und Fichtholz bei Colmberg este o arie protejată (arie specială de conservare — SAC, sit de importanță comunitară — SCI) din Germania întinsă pe o suprafață de 570,32 ha, integral pe uscat.

## Localizare
Centrul sitului Kammmolch-Habitate um Eichelberg und Fichtholz bei Colmberg este situat la coordonatele 49°21′34″N 10°26′20″E / 49.3594°N 10.4389°E.

## Înființare
Situl Kammmolch-Habitate um Eichelberg und Fichtholz bei Colmberg a fost declarat sit de importanță comunitară în noiembrie 2004 pentru a proteja 2 specii de animale. Situl a fost protejat și ca arie specială de conservare în aprilie 2016.

## Biodiversitate
Situată în ecoregiunea continentală, aria protejată conține 3 habitate naturale: Pajiști uscate seminaturale și facies de acoperire cu tufișuri pe substraturi calcaroase (Festuco-Brometalia) (* situri importante pentru orhidee), Fânețe de joasă altitudine (Alopecurus pratensis, Sanguisorba officinalis), Păduri de stejar și carpen Galio-Carpinetum.
La baza desemnării sitului se află mai multe specii protejate de  amfibieni (2): izvoraș-cu-burta-galbenă (Bombina variegata), triton cu creastă (Triturus cristatus).